# Alexandre Youbi
Alexandre Youbi (...) è un giocatore di football americano francese, di ruolo wide receiver.
Gioca a football americano nei Carlstad Crusaders, squadra in cui si è trasferito dai Kangourous de Pessac.